# وحشی‌های جوان
وحشی‌های جوان (به انگلیسی: The Young Savages) محصول ۱۹۶۱ فیلمی درام و جنایی به کارگردانی جان فرانکن‌هایمر و بازی برت لنکستر و نویسندگی ادوارد آنهالت براساس کتابی از اد مک‌بین می‌باشد. این فیلم اولین حضور برجسته تلی ساوالاس می‌باشد که در این فیلم نقش کاراگاه پلیس را بازی کرد.

## داستان فیلم
دادستان منطقه در حال بررسی پرونده ۳ نوجوان متهم به نژاد پرستی که دست به قتل یک پسر پورتوریکویی نابینا زده‌اند می‌باشد که کشف می‌کند حقایق این پرونده آنطوری که واقعاً می‌نمایند نیستند.